# Vittoria Piani
Vittoria Alice Piani (ur. 12 lutego 1998 w Mediolanie) – włoska siatkarka, grająca na pozycji atakującej. 
Jej ojciec Vittorio jest Włochem a mama Malù jest brazylijką. Matka Vittorii maluje i rzeźbi, była również modelką i lekkoatletką, przyjechała do Włoch 30 lat temu. 
Jej imię Vittoria dla niej matki cudzoziemki jej narodziny były wielkim zwycięstwem. Drugie imię Alice, wymawiane po portugalsku, ma rodzaj hołdu dla swojej brazylijskiej babci. Kiedy miała 7 lat brała udział w castingu na okładki Barbie a w wieku 4 lat do Vogue’a. Pierwszej gry z siatkówką spróbowała w wieku 8 lat.

## Sukcesy klubowe
Puchar CEV:
- 2019[11]

Superpuchar Włoch:
- 2023[12]

Puchar Włoch:
- 2024[13]

Mistrzostwo Włoch:
- 2024[14]

Liga Mistrzyń:
- 2024[15]

## Sukcesy reprezentacyjne
Mistrzostwa Świata Kadetek:
- 2015[16]